# Turnišče
Turnišče [túrnišče] je osrednje naselje istoimenske občine Turnišče. 
Občina Turnišče leži v delu Prekmurja, imenovanem Dolinsko, ki ga sestavljajo naselja Gomilica, Nedelica, Renkovci in Turnišče. Zgodovinski viri o samem kraju Turnišča segajo v 13. stoletje. Naselje je v Baničevem urbarju iz leta 1524 omenjeno kot trg. Najstarejši ohranjeni trški privilegiji Turnišča so iz leta 1548, s katerimi so bili varašanci Turnišča oproščeni davkov, volili so si svoje sodnike in prirejali svobodne nedeljske sejme. Zaradi tega se je začela močno razvijati obrt, zlasti čevljarskega in krojaškega. Čevljarski mojstri so se organizirali v čevljarski ceh leta 1760. Pravila ceha so bila napisana v latinskem jeziku in so bila potrjena od strani cesarice Marije Terezije, vendar se do danes niso ohranila. Krojaški mojstri so se organizirali v krojaški ceh leta 1770 ter so tudi oni imeli priviligirano pismo cesarice Marije Terezije, ki ga hrani občine Turnišče. Poleg čevljarskega in krojaškega ceha, so se obrtniki združevali še v kovaški in mlinarski ceh.
Na zgodovino tega kraja je močno vplival razvoj čevljarske, kovaške in krojaške obrti. Tako v današnjem grbu Občine Turnišče srečamo vse tri simbole teh obrti. Skozi zgodovino tega kraja se pojavlja močna povezava med cerkvijo in obrtniškimi cehi. V Turnišču se nahaja znana božjepotna cerkev Marije pod logom. Cerkev je izredno bogata s freskami nastalimi v 14. stoletju, katerih mojster je Janez Akvila. Vsakega 15. avgusta se odvija veliko proščenje na čast Sv. Device Marije pod logom. Tako se na ta dan zbere okrog 10.000 ljudi. Grajena je v dveh stilih, v gotskem in romanskem, kar ji daje še posebno zgodovinsko vrednost.
Sredi Turnišča stoji kapela Sv. Antona Padovanskega iz 17. stoletja (1675) ter številna kužna znamenja iz 18. stoletja - kapela sv. Roka, "Ecce Homo" in kip sv. Janeza Nepomuka.
Med obema svetovnima vojnama je bil župan občine Turnišče Štefan Litrop.
Od 14. junija 2004 na pobudo OŠ Turnišče je z občinskim odlokom občine Turnišče zaščiteno – varovano rastišče sibirske perunike (Iris sibirica/sibirski iris) in močvirskega svišča (tudi močvirski tulipan)(lokacija: 46°38′10″N 16°19′24″E / 46.6360725°N 16.3232084°E).

## Znani prebivalci
V Turnišču so se rodili:
- Matija Slavic (sreda 17. stol.?), duhovnik, belmurski arhidiakon (1682–1702 /?/)
- Franc Šbül (1825–1864), duhovnik, prekmurski nabožni in zgodovinski pisec
- Štefan Litrop (1877–1966), obrtnik in politik
- Vilmoš Némethy (1887–), lendavski odvetnik
- Edvard Franc Törnar (1892–1967), duhovnik, profesor in publicist
- Vilmoš Tkalec (1894–1950), učitelj in politik, snovalec Murske republike
- Béla Titusz Némethy (1897–1984), akademski slikar
- Ludvik Terboča (1908–1985), pravnik in mariborski okrožni sodnik
- Štefan Barbarič (1920–1988), slovenski literarni zgodovinar
- Štefan Skledar (1920–1988), inženir kemije, višji znanstveni raziskovalec

V kraju je živel Števan Salai – duhovnik, nadzornik šole v Slovenski krajini; Jožef Sakovič – duhovnik, buditelj in nabožni pisec; Julij Kontler – učitelj; Ivan Jerič – častni kanonik, Maistrov borec in veliki slovenski domoljub ter pisatelj Franc Novak.